# Kathedrale von Zamora

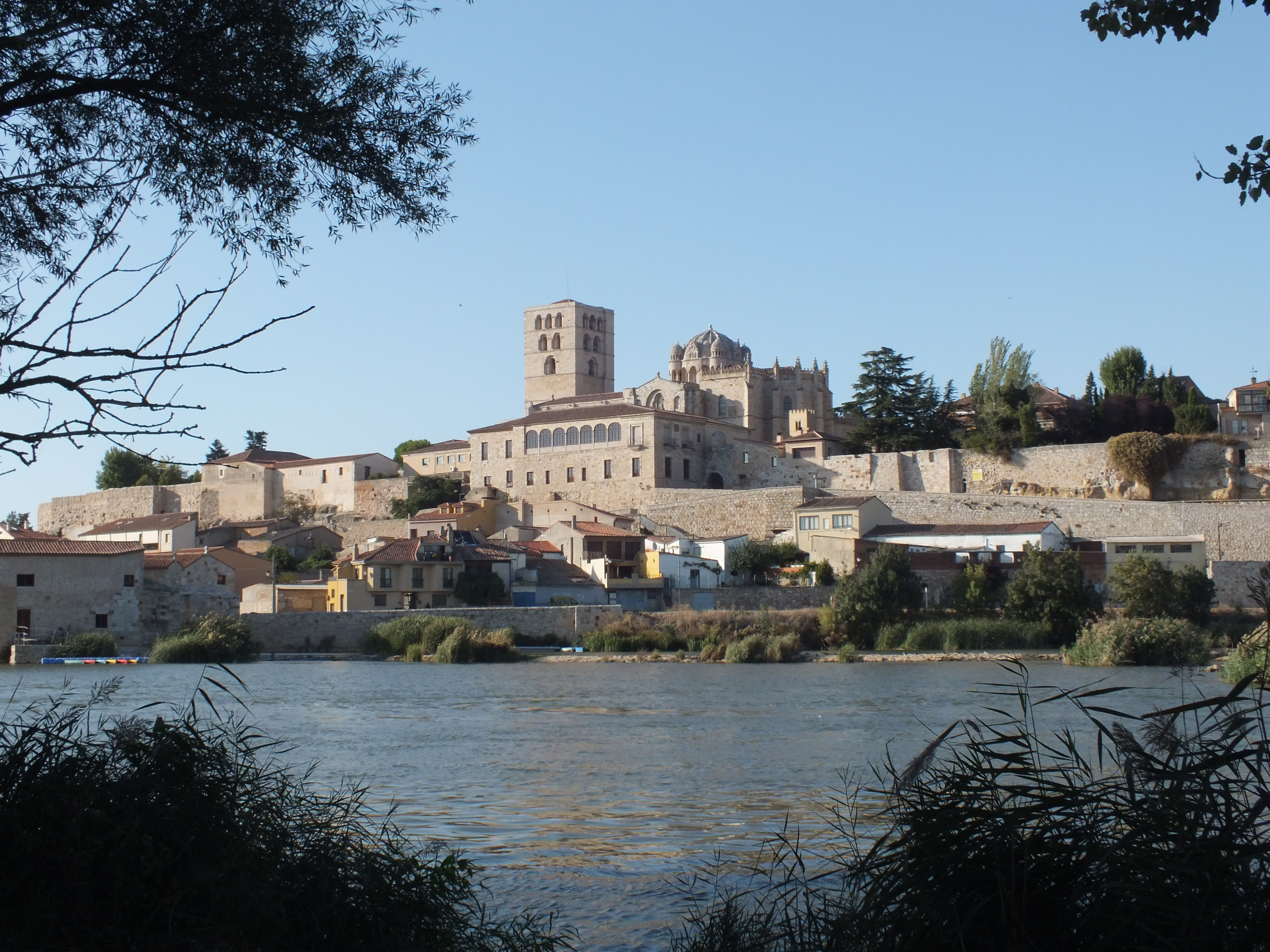
Kathedrale von Zamora und Rio Duero

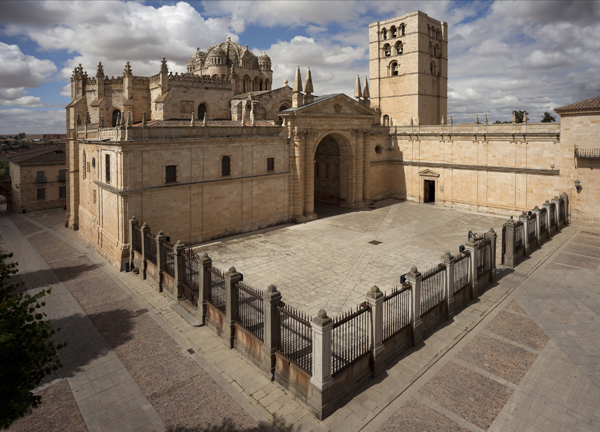
Kathedrale von Zamora

Die im 12. und frühen 13. Jahrhundert in romanischem Stil erbaute Kathedrale von Zamora ist Christus dem Erlöser (spanisch San Salvador) geweiht. Seit dem Jahr 1889 ist sie als nationales Kulturdenkmal (Bien de Interés Cultural) eingestuft.

## Lage
Die Kathedrale steht auf einer Anhöhe oberhalb des Flusses Duero inmitten der Altstadt von Zamora in einer Höhe von ca. 660 m.

## Geschichte
Der Kathedralhügel ist wahrscheinlich schon seit der Bronzezeit besiedelt; später gab es hier ein Oppidum der keltischen Vaccaei. Die Römerstraße von Emerita Augusta (Mérida) nach Asturica Augusta (Astorga) führte durch Zamora. Während der arabisch-maurischen Invasion war die Stadt verlassen, doch wurde sie bereits im Jahr 893 von Alfons III. von Asturien zurückerobert (reconquista) und danach von Christen aus dem Norden und Süden der Iberischen Halbinsel wiederbesiedelt (repoblación). Das Bistum Zamora entstand wahrscheinlich im frühen 10. Jahrhundert; erster Bischof war gemäß der Überlieferung Attila von Zamora. Die Stadt wurde um das Jahr 988 vom muslimischen Feldherrn Almansor zerstört; danach blieb das Bistum bis zum Jahr 1121 vakant und wurde von Salamanca aus mitverwaltet. Im Jahr 1121 übernahm „Bernard“, ein Mönch aus Sahagún, das Amt des Bischofs, welches von seinem Nachfolger Bischof Esteban in den Jahren 1150–1174 weitergeführt wurde. Trotz einer anderslautenden Inschrift war es möglicherweise schon Bernard, der die Initiative zum Bau der heutigen Kathedrale ergriff, wohingegen Esteban noch zu seinen Lebzeiten große Teile des Bauwerks fertigstellen konnte.

## Architektur
Die Kathedrale war als dreischiffige und dreiapsidiale Basilika konzipiert. Während das Mittelschiff rippengewölbt ist, sind die Seitenschiffe nur von achtteiligen Kreuzgratgewölben bedeckt. Der gesamte Chorbereich wurde im 16. Jahrhundert in gotischem Stil umgestaltet. Im 16. Jahrhundert entstand auch der heutige Binnenchor (coro) mit seinem Chorgestühl (sillería) im Stil der Frührenaissance. Im 18. Jahrhundert wurde der Kreuzgang (claustro) erneuert.

### Vierungsturm(cimborrio)

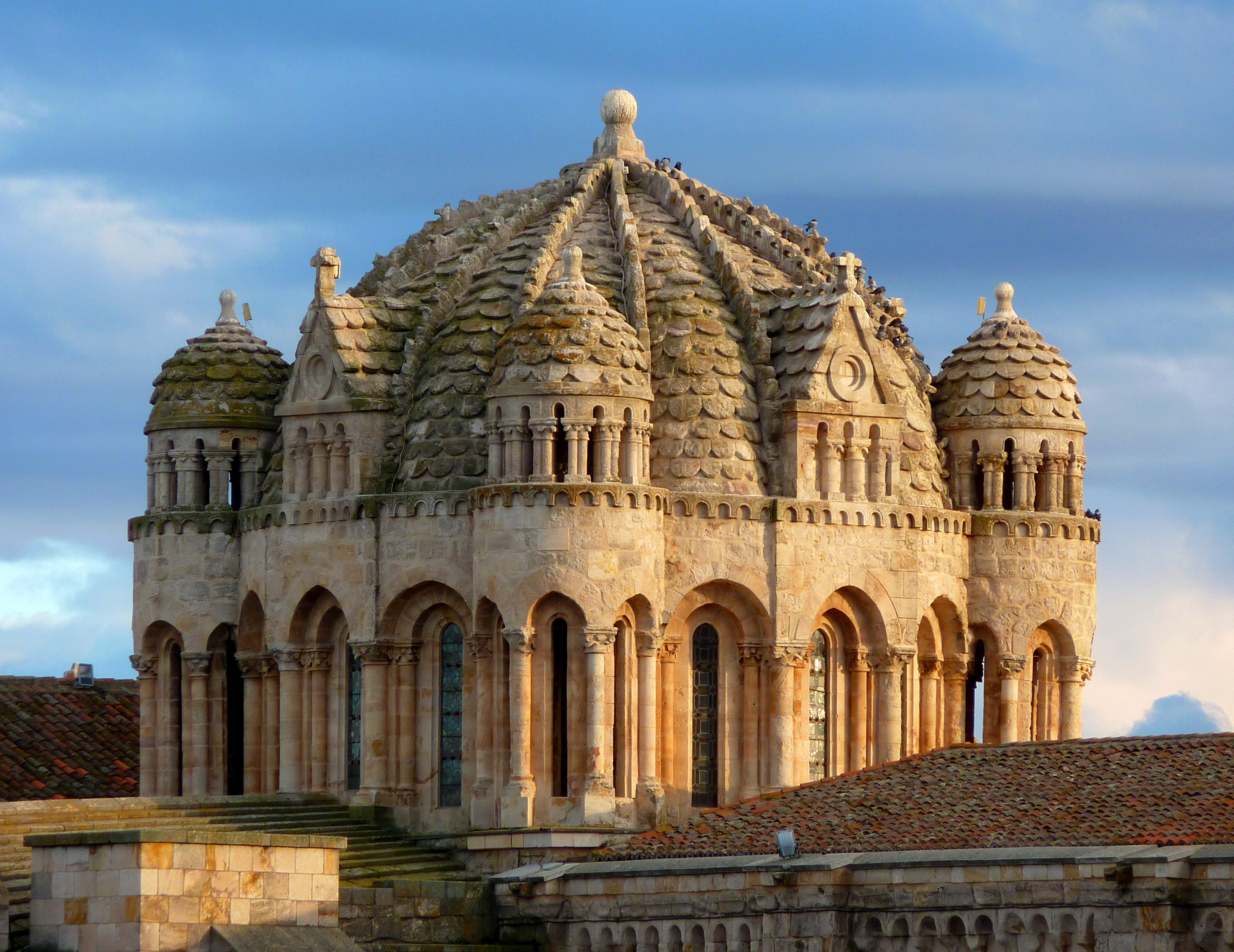
Vierungsturm (cimborrio)

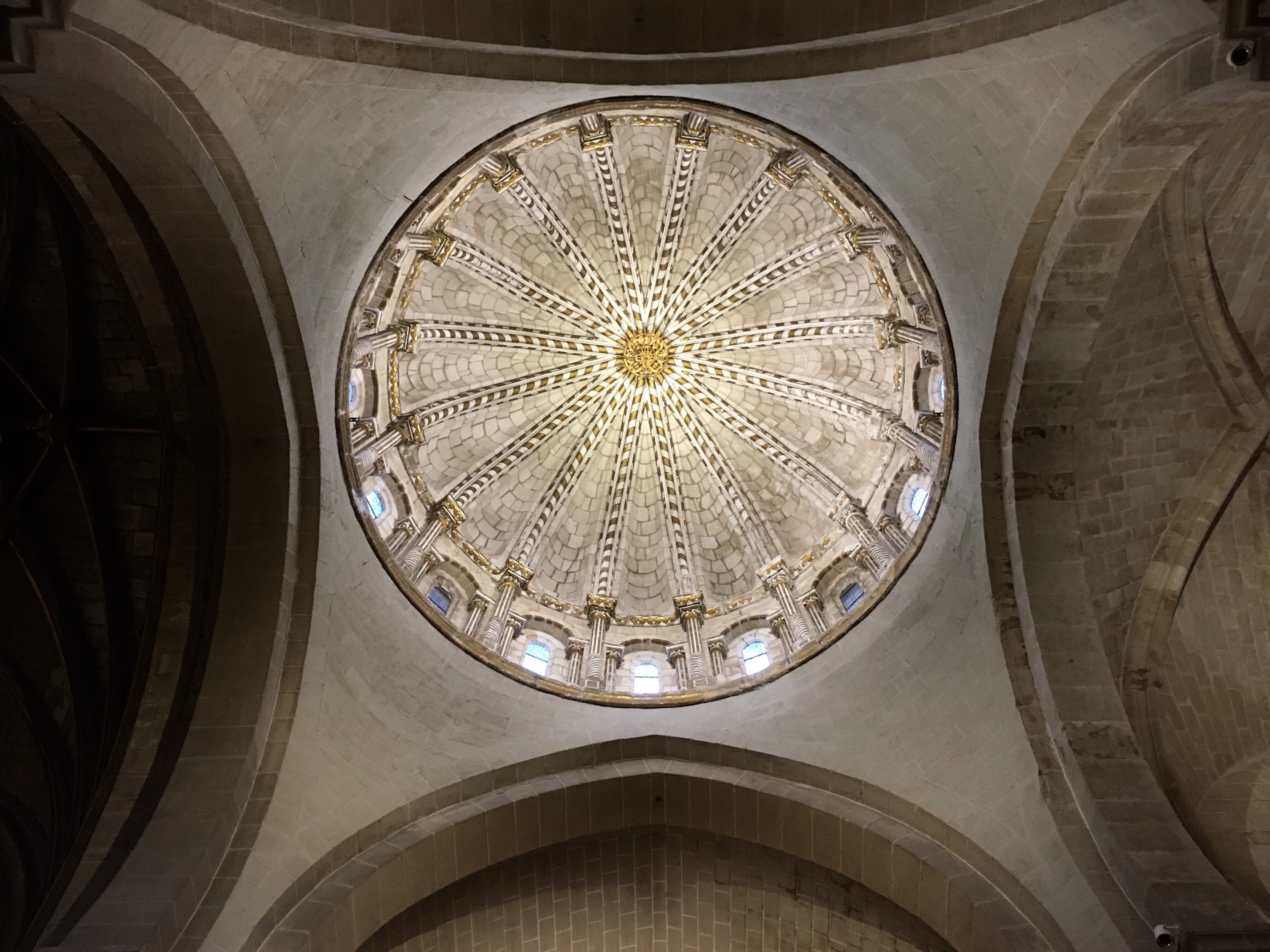
Rippenkuppel des Cimborrio

Bei den Umbauten des 16. Jahrhunderts blieb das Querhaus mit seiner innen wie außen 16-teiligen Vierungskuppel (cimborrio) erhalten. Diese ist im Äußeren reich gegliedert (durchfensterter Tambour mit Säulen sowie runde Ecktürmchen und kleine Ziergiebel); die jeweiligen Dächer sind mit Schindelimitationen bedeckt. Das Dach der Hauptkuppel wird von aufliegenden „Rippen“ in 16 leicht gewellte Segmente unterteilt. Im Innern ruhen die ebenfalls sphärisch gebogenen Segmente der „Rippenkuppel“ auf einem runden Tambour  mit umlaufendem Fensterkranz, der seinerseits auf vier schmucklosen Eckzwickeln (pendentifs) aufruht.
Vergleichbare Konstruktionen finden sich nur noch an den alten Kathedralen von Salamanca und Plasencia sowie an der Kollegiatkirche von Toro.

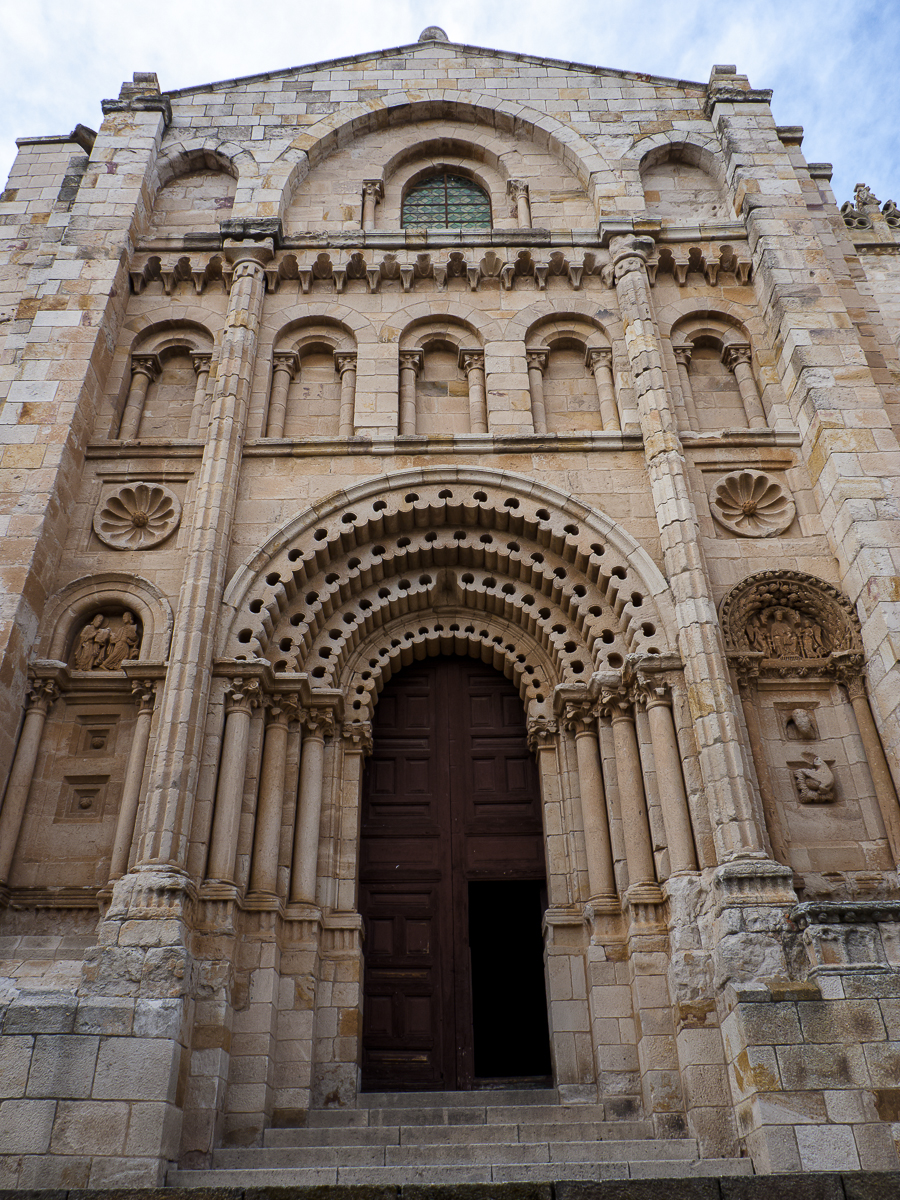
Puerta del Obispo

### Querhaus-Nordportal(Puerta del Obispo)
Die nördliche Querhausfassade der Kathedrale gehört zu den reichsten Portalfassaden der Romanik überhaupt. Sie ist durch zwei Bündelpfeiler dreigeteilt und erinnert – ohne die Höhenausdehnung – an ein Triumphbogenschema. Der untere mittlere Teil wird zur Gänze von einem in die Tiefe und in der Höhe gestaffelten Portal eingenommen, dessen Archivolten ein islamisch wirkendes, abstraktes Dekor zeigen. Während die Portalzone insgesamt nichtfigürlich gestaltet ist, befinden sich in den beiden seitlichen Tympanonfeldern kleine figürliche Szenen; darüber finden sich innerhalb vertiefter quadratischer Rahmen zwei Rosetten. Den oberen Abschluss bilden eine Scheinfenster-Bogenreihe mit eingestellten Säulchen und eine weitere Ebene mit reduziertem Dekor.

### Glockenturm(campanario)
Auf quadratischem Grundriss entstand im frühen 13. Jahrhundert in der Nordwestecke der Kirchenfassade der 37 m hohe Glockenturm, dessen drei Obergeschosse auf allen Seiten in aufsteigender Zahl durchfenstert sind.

## Ausstattung
Während der eigentliche Kirchenbau eher schmucklos ist, sind die späteren Einbauten und Hinzufügungen von großer künstlerischer Qualität:

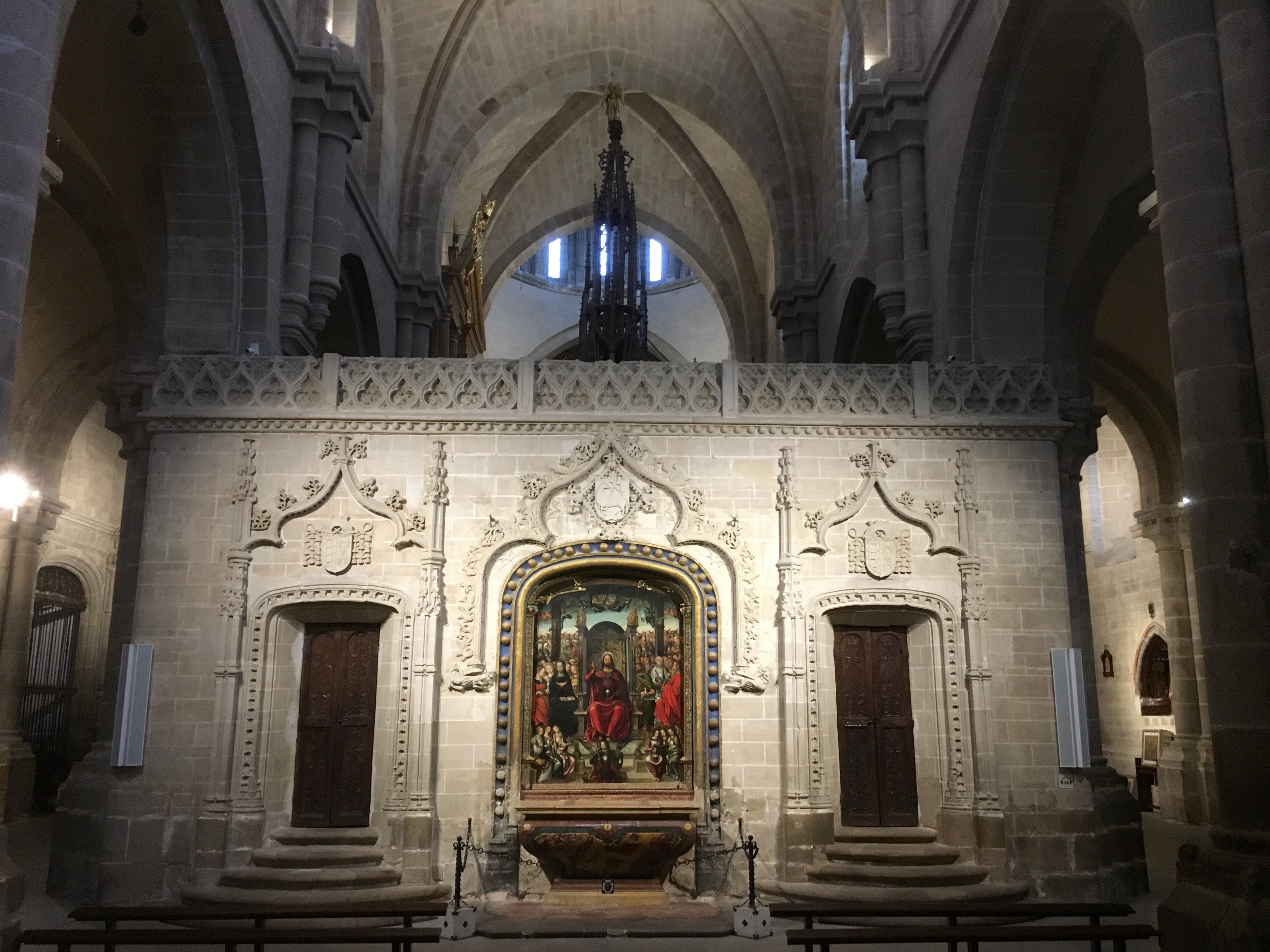
Trascoro
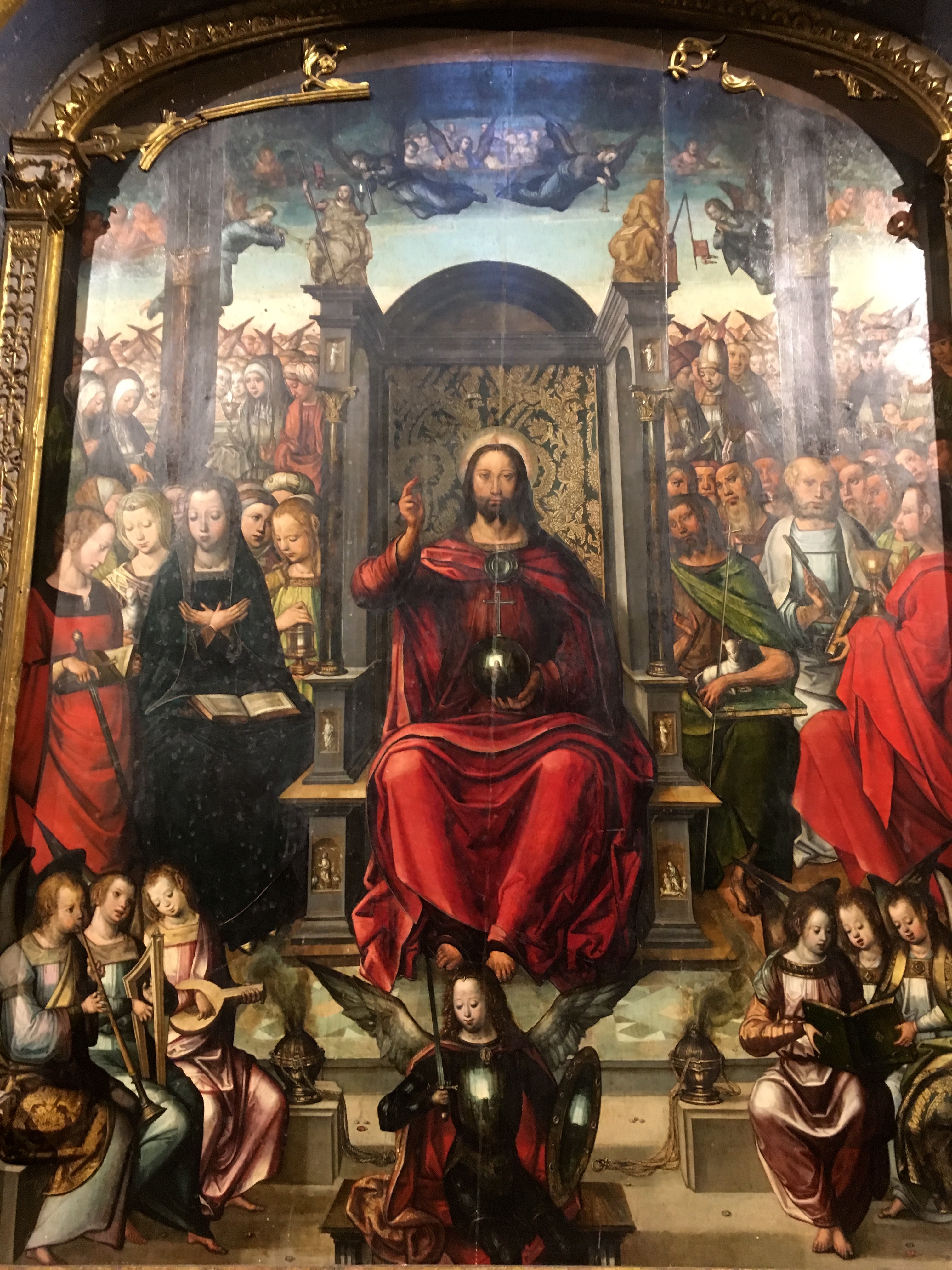
Altarbild am Trascoro
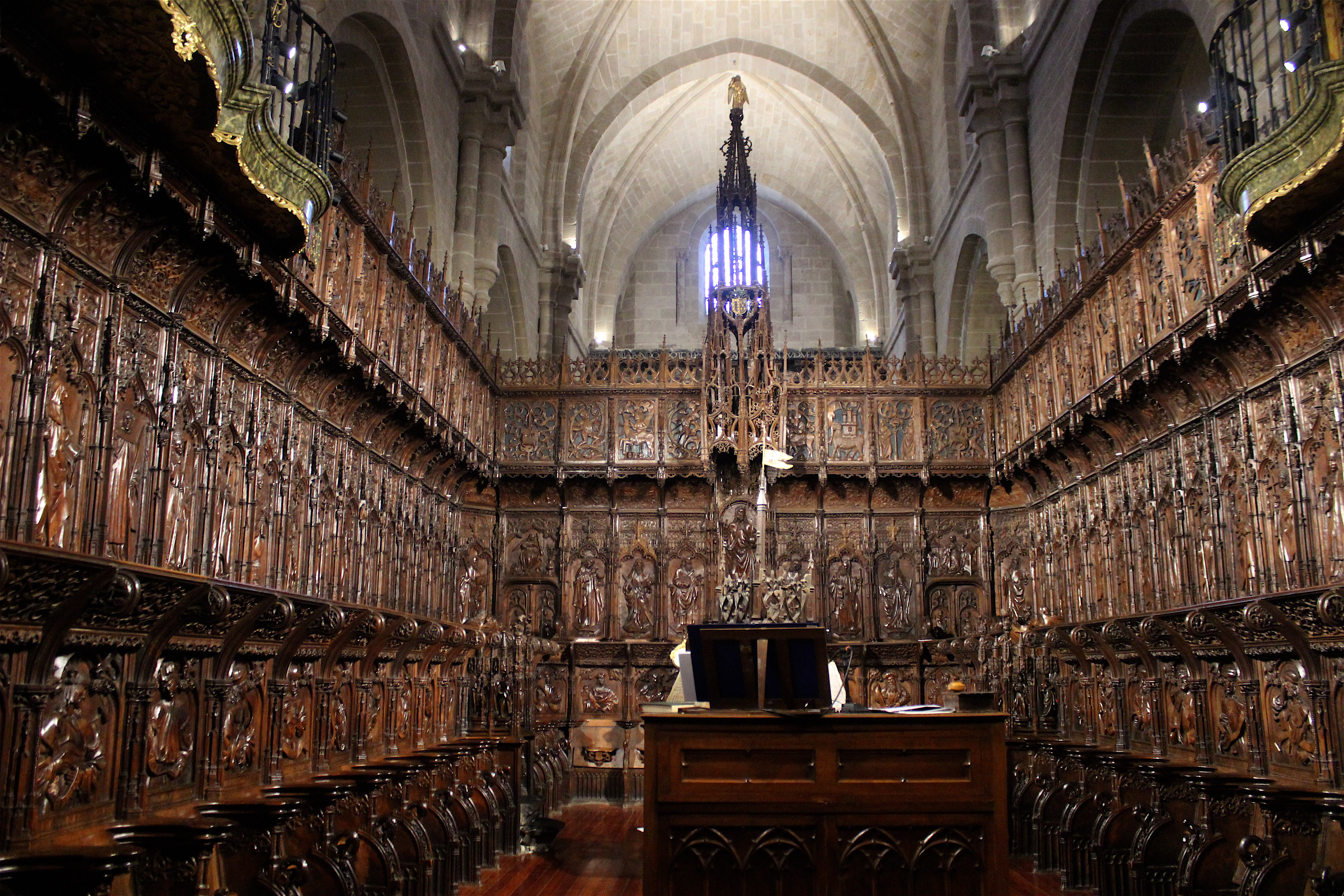
Chorgestühl des Retrochor
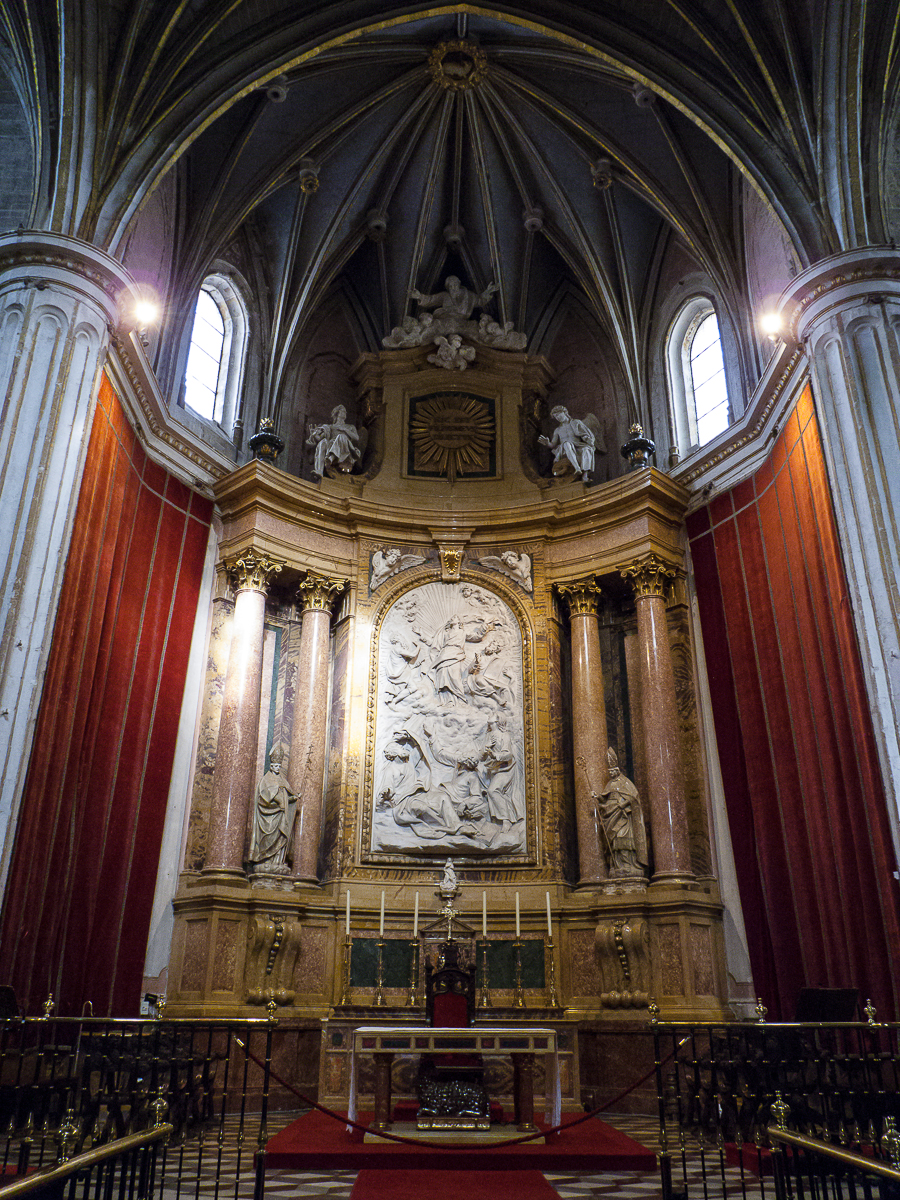
Hauptaltar
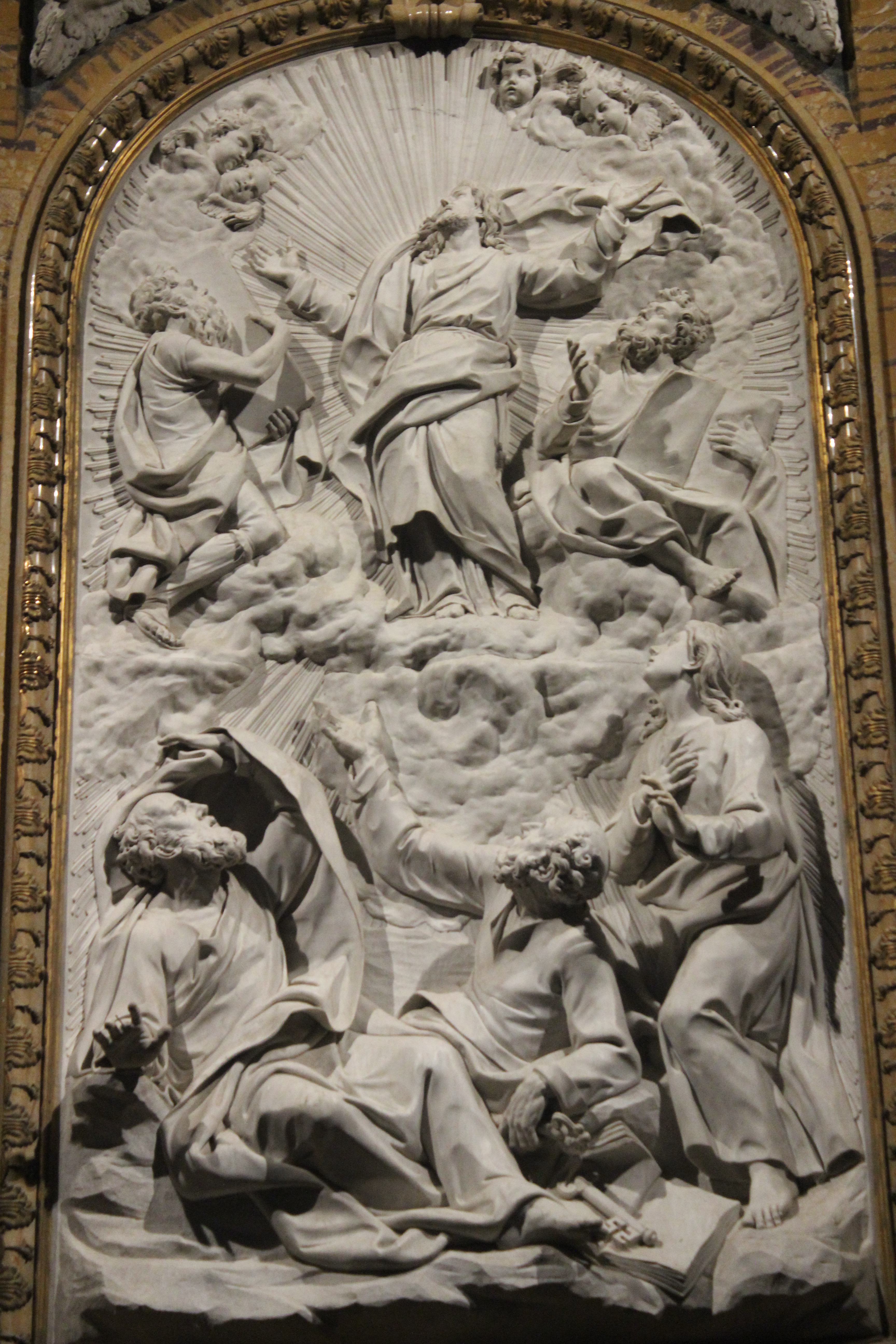
Altarrelief

## Museum
Das Kathedralmuseum bewahrt und zeigt Skulpturen, Reliefs, Gemälde und Tapisserien aus verschiedenen Zeitepochen seit der Gotik. Eine (mit Unterbau) ca. 2 m hohe Silbermonstranz (custodia) und ein Gemälde der Madonna mit Kind in einem geflügelten Rahmen gehören zu den Schätzen der Ausstellung.